# Sphaeromachia gaumeri
Sphaeromachia gaumeri là một loài bướm đêm thuộc phân họ Arctiinae, họ Erebidae.